# Irene Vanbrugh
Pour les articles homonymes, voir Vanbrugh.
Irene Vanbrugh (2 décembre 1872 - 30 novembre 1949) est une actrice britannique. Fille de pasteur, elle suit sa sœur aînée Violet (en) dans la profession théâtrale et poursuit sa carrière, pendant plus de 50 ans.
Au début de sa carrière, elle est particulièrement associée aux pièces d'Arthur Wing Pinero et elle fait écrire, plus tard, des pièces pour elle par J. M. Barrie, George Bernard Shaw, William Somerset Maugham, Alan Alexander Milne et Noël Coward. Plus célèbre pour ses rôles comiques que dramatiques, Irene Vanbrugh a néanmoins joué un certain nombre de ces derniers dans des œuvres modernes et classiques. Elle fait ses débuts sur scène dans des pièces de Shakespeare, mais elle joue rarement dans ses œuvres plus tard dans sa carrière ; les exceptions sont sa Reine Gertrude dans Hamlet, en 1931 et le rôle de Meg Page dans Les Joyeuses Commères de Windsor, aux côtés de sa sœur Violet, dans le rôle d'Alice Ford, en 1937.
Irene Vanbrugh est souvent apparue lors d'émissions de collecte de fonds pour diverses organisations caritatives. Elle a été active pendant de nombreuses années pour soutenir la Royal Academy of Dramatic Art, dont son frère était le directeur. Après sa mort, le nouveau théâtre de l'Académie est baptisé anglais : The Vanbrugh Theatre en son honneur et celui de sa sœur.

## Biographie

### Jeunesse
Irene Vanbrugh est née Irene Barnes à Exeter. Elle est la plus jeune fille et cinquième enfant des six du pasteur Reginald Henry Barnes (1831-1889), prébendaire (en) de la cathédrale Saint-Pierre d'Exeter et vicaire de Heavitree (en), et de son épouse, Frances Mary Emily, née Nation.
La sœur aînée d'Irene, Violet (en), et son frère cadet, Kenneth (en), vont également faire carrière au théâtre. Une autre sœur, Edith, épouse un fonctionnaire du service colonial et devient un pilier du Raj britannique. Angela est violoniste professionnelle. Irene fait ses études au lycée d'Exeter et dans des écoles à Paris. Lorsque la famille Barnes déménage à Londres, elle fréquente une école près d'Earl's Court, recommandée par l'actrice Ellen Terry, une amie de la famille.
C'est également à la suggestion de Terry que Violet, au début de sa carrière théâtrale, adopte le nom de scène Vanbrugh, tout comme Irene. Le succès précoce de Violet encourage Irene à la suivre dans la profession théâtrale. Sir John Gielgud décrit les deux :

« Les sœurs Vanbrugh se ressemblaient remarquablement en apparence. Grandes et imposantes, un magnifique parler, elles se déplaçaient avec grâce ... Elles étaient élégamment mais jamais ostensiblement vêtues, entrant et sortant de la scène avec une autorité infaillible ... Violet ne m'a jamais semblé être une comédienne naturelle, comme Irene l'était. »

Comme sa sœur aînée, Irene s'inscrit à l'école d'art dramatique de Sarah Thorne (en), située à Margate, ce qui lui permet d'acquérir des bases pratiques solides. Elle se souvient : « Nous y avons joué toutes sortes de pièces ; des comédies, des farces et des drames de la plus haute intensité ; tandis qu'à Noël, il y avait la pantomime, pour que la Juliette d'il y a une semaine soit le Prince Paragon de l'extravagance de la marche de Noël ». En tant qu'élève de l'école, elle fait sa première apparition, sur scène, en août 1888, dans le rôle de la capricieuse bergère Phoebe dans Comme il vous plaira au Théâtre Royal de Margate, avec sa sœur Violet, dans le rôle Rosalind,.

### Premiers rôles
Lewis Carroll, un ami d'université du père de Vanbrugh, l'a vue jouer à Margate et est impressionné. Sur sa recommandation, elle fait ses débuts à Londres, en décembre 1888, jouant la Reine Blanche et le Valet de Cœur dans une reprise d'Alice au Pays des Merveilles (en) à l'ancien Globe Theatre (en). Une autre sœur de Barnes, Edith, la rejoint dans cette production. Les premiers engagements théâtraux de Violet sont avec John Lawrence Toole et Irene l'imite et rejoint sa compagnie. Pour Toole, elle joue dans des comédies à succès bien établies, notamment Dot de Dion Boucicault et Uncle Dick's Darling de Henry James Byron (en).
Lorsque Toole fait une tournée en Australie, en 1890, Irene Vanbrugh est membre de sa compagnie, jouant dans toutes les pièces de son répertoire. Elle déclare plus tard : « Je pense que c'était une formation encore meilleure que celle de l'école de Miss Thorne ; non seulement je jouais constamment un nouveau rôle, mais je jouais constamment devant un public différent. Nous avons visité toutes sortes de villes australiennes, grandes et petites, et on était presque certains de découvrir rapidement les points faibles de sa méthode ». À son retour, elle reste dans la compagnie de Toole et joue ses premiers rôles originaux comme Thea Tesman dans le film burlesque Ibsen's Ghost de J. M. Barrie (1891) et comme Bell Golightly dans Walker, London (1892), de Barrie.
En 1893, Irene Vanbrugh rejoint Herbert Beerbohm Tree au Theatre Royal Haymarket avec le rôle de Lettice dans The Tempter (1893) de Henry Arthur Jones (en). La pièce n'a pas de succès et est rapidement reprise, mais Irene en connaît un plus grand dans la pièce suivante de Jones, The Masqueraders, et en 1894, elle est engagée par George Alexander (en) au St James's Theatre (en) où elle joue un certain nombre de rôles secondaires. En 1895, elle crée le rôle de Gwendolen Fairfax dans L'Importance d'être Constant.
Quand Arthur Bourchier, qui avait épousé Violet Vanbrugh, se lance dans le métier d'acteur-manager, Irene les rejoints au Royalty Theatre (en), gagnant de bonnes critiques dans The Chili Widow et dans le rôle titre de la comédie Kitty Clive. Elle part avec la compagnie Bourchier en Amérique et, à son retour, en 1898, elle crée Rose dans Trelawny of the 'Wells' (en) d'Arthur Wing Pinero, et, pendant la même saison, Stella dans His Excellency the Governor de Robert Marshall. Après une courte pause, elle joue ensuite le rôle qui fait sa renommée, Sophy Fullgarney dans The Gay Lord Quex (en) de Pinero (1899). Ce rôle, celui d'une petite manucure de Cockney, est très différent de tous ceux qu'elle avait joués auparavant, mais Pinero insiste pour qu'elle le joue.
Selon les mots du biographe S. R. Littlewood, « l'intelligence, la compassion et la vigilance de Vanbrugh évitaient l'extravagance dans une expression subtile de contraste de classe. Cela a donné au personnage une intensité d'attrait qui était à l'époque quelque chose de tout à fait nouveau ». La pièce est considérée comme risquée, et un critique fait remarquer que si Lewis Carroll avait été encore en vie, il aurait approuvé « le plus grand triomphe de Miss Vanbrugh », mais probablement pas celui de la pièce.

## Début duXXesiècle

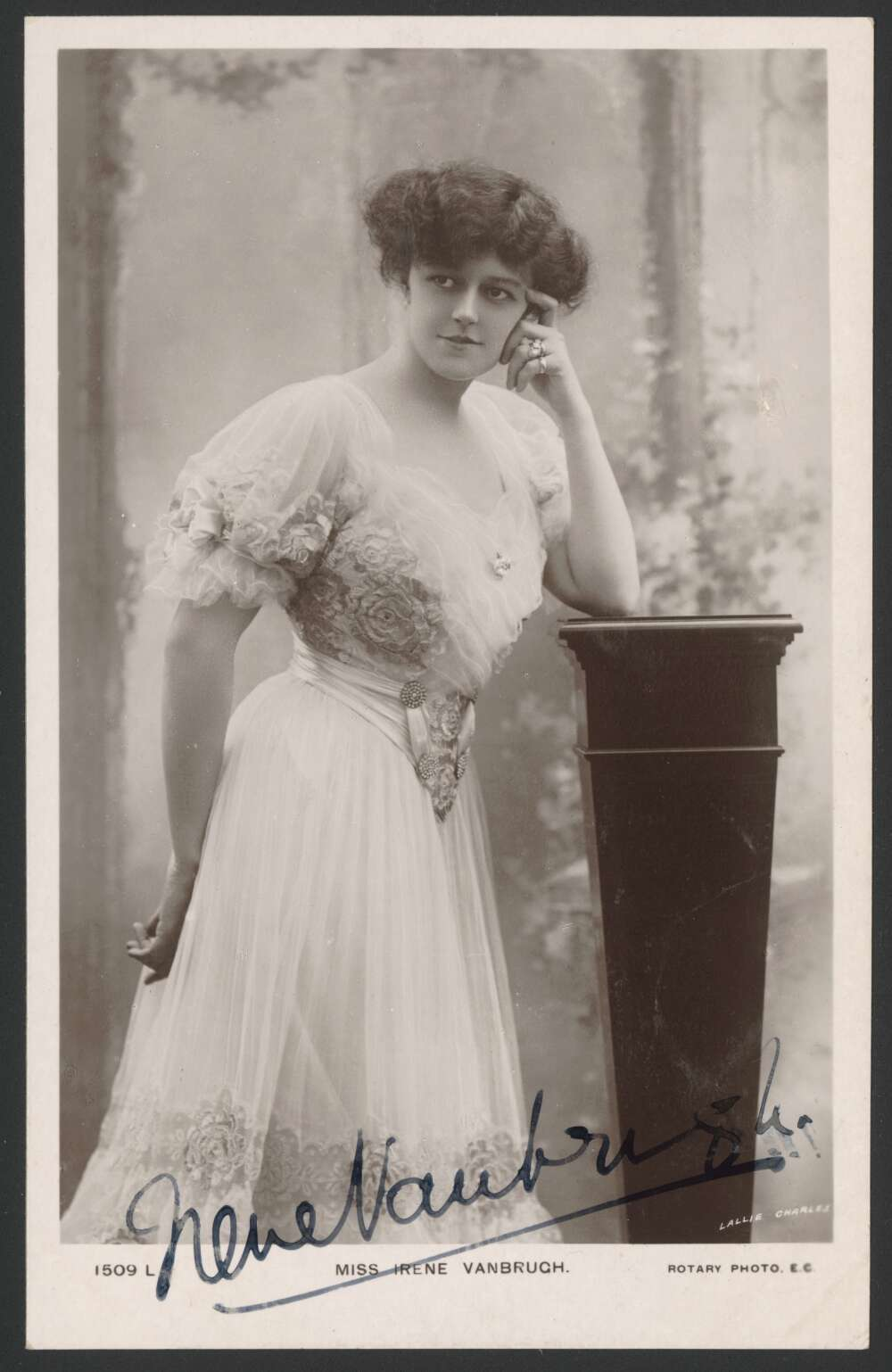
Portrait de (photo de Lallie Charles, vers 1910.

En 1901, Irene Vanbrugh épouse l'acteur Dion Boucicault Jr. (en), fils de son homonyme plus célèbre. Ils apparaissent fréquemment ensemble le reste de leur vie, et il devient son manager en 1915. Il n'y a pas d'enfants issus de ce mariage. Entre le début du siècle et la Première Guerre mondiale, elle tient des rôles principaux dans de nouvelles pièces de J. M. Barrie (The Admirable Crichton (en), 1902 et Rosalind, 1912), Pinero (Letty, 1903, His House in Order, 1906 et Mid-Channel, 1909) et Maugham (Grace, 1910 et The Land of Promise, 1914). Elle joue également dans de nouvelles pièces de Charles Haddon Chambers (en) (Passers-By, 1911) et A.E.W. Mason (Open Windows, 1913). En 1913, elle joue le rôle de Lady Gay Spanker dans une reprise de Le Bel Air de Londres, de Boucicault senior, dans une distribution de vedettes comprenant Tree, Charles Hawtrey, Bourchier, Weedon Grossmith et Marie Tempest (en). C'est l'une des nombreuses productions pour la collecte de fonds, à des fins caritatives, dans lesquelles Vanbrugh a joué tout au long de sa carrière.
Pendant la Première Guerre mondiale, Irene Vanbrugh tient une succession de rôles principaux, dans le West End, à commencer par The Spirit of Culture dans la pièce de guerre de Barrie Der Tag (1914). Elle joue ensuite Lady Falkland dans The Right to Kill (1915), le rôle titre dans Caroline (1916), Mrs Lytton dans The Riddle (1916), Emily Ladew dans Her Husband's Wife (1916), Leonora dans Barrie's Seven Women (1917) et le rôle titre dans Belinda d’Alan Alexander Milne (1918). En 1916, elle apparaît dans son premier film, The Real Thing at Last (en) (1916). L'année suivante, elle réalise une version cinématographique muette de The Gay Lord Quex (en), dans le rôle de Sophy Fullgarney.

## Années de l'entre-deux-guerres

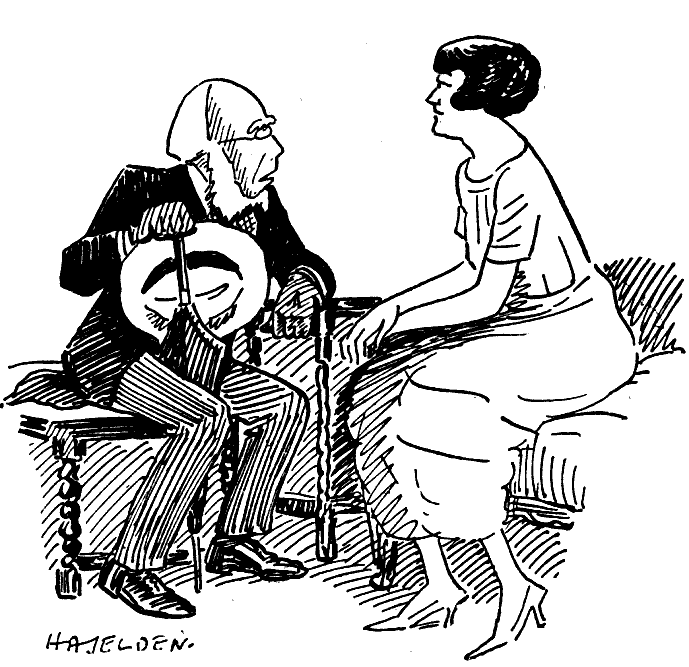
Dion Boucicault Jr. et Irene Vanburgh dans la pièce Mr Pim Passes By de Milne (Punch (magazine) - 1920).

Dès ses débuts, Irene Vanbrugh est étroitement liée à la Royal Academy of Dramatic Art (RADA). Son frère cadet, Kenneth Barnes, en est le directeur, depuis 1909. En 1919, afin de collecter des fonds pour le théâtre de l'Académie, alors en construction, elle fait filmer la pièce Masks and Faces avec une distribution de vedettes, comprenant non seulement des acteurs de premier plan mais aussi les dramaturges George Bernard Shaw, Pinero et Barrie, dans des apparitions en caméo.
Le premier grand succès d’Irene Vanbrugh, dans les années d'après-guerre, a lieu en 1920, avec Mr Pim Passes By de Milne. Elle et son mari l'inaugurent à Manchester et son accueil est tel qu'ils la font entrer dans le West End. De 1927 à 1929, elle effectue une tournée en Australie et en Nouvelle-Zélande, jouant divers rôles. Parmi ses autres apparitions, dans l'entre-deux-guerres, citons Gertrude dans Hamlet de Henry Ainley (en), en 1931, Millicent Jordan dans Dinner at Eight (1933), la duchesse de Marlborough dans Viceroy Sarah (en) (1935) et Mistress Page dans Les Joyeuses Commères de Windsor, avec sa sœur Violet, dans le rôle de Mistress Ford (1937). En 1939, elle crée le rôle de Catherine de Bragance dans In Good King Charles's Golden Days de Shaw.
En 1938, pendant la durée de l’Operette (en) de Noël Coward, dans laquelle elle joue Lady Messiter, Irene Vanbrugh célèbre son Jubilé d'or, en tant qu'actrice. Il est célébré lors d'une matinée de gala de bienfaisance à laquelle assiste la Reine Elizabeth, au Her Majesty's Theatre. Violet Vanbrugh, Coward, Edith Evans, Gladys Cooper, Seymour Hicks et de nombreux autres artistes de premier plan y participent.

## Années ultérieures
Pendant la bataille d'Angleterre, les sœurs Vanbrugh réalisent ce que Littlewood appelle « un travail de guerre caractéristique » en donnant, avec Donald Wolfit, des représentations, à l'heure du déjeuner, d'extraits de The Merry Wives of Windsor au Strand Theatre (en). Tout au long de la guerre, Irene Vanbrugh apparaît dans le West End et en tournée dans de nouvelles pièces, des reprises de ses succès antérieurs et des classiques. Près de cinquante ans après sa première apparition, dans une pièce de Wilde, elle joué Lady Markby dans Un mari idéal en 1943-1944, donnant une représentation qualifiée par The Times de « perfection comique ».
Irene Vanbrugh joue le rôle de Mme Mildred Catchpole, dans le film de 1945, I Live in Grosvenor Square, une romance britannique de la Seconde Guerre mondiale réalisée et produite par Herbert Wilcox.
Irene Vanbrugh a travaillé jusqu'à la fin de sa vie. En novembre 1949, elle apparaît dans Mary Bonaventure, à Birmingham, mais elle tombe malade avant l'ouverture de la représentation à Londres et meurt quelques jours plus tard, quelques jours avant son 77e anniversaire.

## Distinctions et commémorations
Vanbrugh est nommée Dame Commandeur de l'Ordre de l'Empire britannique, en 1941. Après sa mort, le nouveau théâtre de l'Académie royale d'art dramatique (RADA) est nommé Théâtre Vanbrugh en l'honneur d'Irene Vanbrugh et de sa sœur. Situé dans Gower Street, à Londres, le théâtre est inauguré en 1954 par la reine mère Elizabeth.
Lors d'une matinée marquant le jubilé d'or du RADA, en 1954, en présence du frère d'Irene Vanbrugh, Sir Kenneth Barnes, qui est encore le directeur de l'Académie, Edith Evans lit un poème de A. P. Herbert (en) dans lequel Vanbrugh était célébré parmi les grands noms du théâtre britannique :

« Tous les grands noms qui donnent de l'éclat à notre passé,
Bancroft et Irving, Barrie et Boucicault,

    Vanbrugh et Playfair, Terry, Kendal, Maude,

    Gilbert et Grossmith : nous applaudissons,. »